# Peter McRobbie
Peter McRobbie, né le 31 janvier 1943 à Hawick, près de Scottish Borders, en Écosse, au (Royaume-Uni), est un acteur américano-britannique.

## Filmographie

### Cinéma

#### Longs métrages
- 1983 : Zelig : Workers Rally Speaker
- 1984 : The Beniker Gang : Mr. Millhauser
- 1985 : La Rose pourpre du Caire : Le Communiste
- 1986 : Manhattan Project : Electronics
- 1988 : Big : Executive #3
- 1991 : Johnny Suede de Tom DiCillo : Flip Doubt
- 1991 : Ombres et Brouillard : Barman
- 1992 : La différence : Chaplain
- 1994 : Coups de feu sur Broadway : Homme au théâtre
- 1995 : Les amateurs : Chef de la Police
- 1995 : Maudite Aphrodite : Linda's Ex-Landlord
- 1995 : The Neon Bible : Révérend Watkins
- 1996 : Big Night : l'agent de crédit
- 1996 : L'Associé : Executive at Strip Club
- 1996 : Sleepers : Avocat
- 1997 : Harry dans tous ses états : Homme maudit
- 1997 : Trait pour trait : 2nd Ad Executive
- 1998 : Celebrity : Father Gladden's Fan on Porch
- 1998 : Jaded : Dr. Mancuso
- 1998 : Side Streets (en) de  Tony Gerber (en) : Stelu
- 1998 : Snake Eyes : Gordon Pritzker
- 1998 : The Adventures of Sebastian Cole : Principal
- 1998 : A Fish in the Bathtub de Joan Micklin Silver  : Père Malachy
- 1999 : Meurtre sur mesure : Ballroom Présentateur
- 2000 : Escrocs mais pas trop : Avocat du français
- 2000 : Shaft : Lt. Cromartie
- 2001 : Love the Hard Way : Docteur de la prison
- 2001 : The American Astronaut : Lee Vilensky
- 2004 : Corn : Peder Gleck
- 2004 : Messengers : Stuart Quinn
- 2004 : Spider-Man 2 : OsCorp Representative
- 2005 : Le secret de Brokeback Mountain : John Twist
- 2005 : The Notorious Bettie Page : Gangel
- 2006 : 16 blocs : Mike Sheehan
- 2006 : Faussaire : George Gordon Holmes
- 2006 : Jugez-moi coupable : Peter Petraki
- 2006 : World Trade Center : Père d'Allison
- 2007 : Gracie : Principal Enright
- 2008 : The Understudy : Edward
- 2009 : Split Ends : Nathan Berry
- 2010 : Footsteps : Thaddeus
- 2011 : Dark Horse : Arnie
- 2012 : Lincoln : George Pendleton
- 2013 : Casse-tête chinois : L'agent du bureau de l'immigration
- 2013 : Muhammad Ali's Greatest Fight : Erwin Griswald
- 2013 : The Immigrant : Dr. Knox
- 2014 : Inherent Vice : Adrian Prussia
- 2014 : l'attrape rêve : Ike
- 2015 : Le Pont des espions de Steven Spielberg : Allen Dulles
- 2015 : The Visit : Pop Pop
- 2017 : Ambition's Debt de Devin E. Haqq : Caius Cassius
- 2017 : Juggernaut : Leonard Gamble

#### Courts-métrages
- 1980 : A Jury of Her Peers
- 2007 : Mercy
- 2011 : I Don't Talk Service No More

### Télévision

#### Séries télévisées
- 1981 : L'Homme à l'orchidée : Robert Cruidshank
- 1983 : Matt Houston : David
- 1985 : Méprise : Thérapeute Sexuel
- 1989 : A Man Called Hawk : Charlie
- 1989 : American Playhouse
- 1990 : H.E.L.P. : Dr. Sanford
- 1991 : Compte à rebours : Lt. McGiver
- 1991-2009 : New York - Police judiciaire : Juge Walter Bradley / Dr. Thomas Neustadt / Herbert Fowler / ...
- 1993 : Agence Acapulco : Housten
- 1997 : New York Undercover : Inspecteur Reznor
- 2000 : Un agent très secret : Dr. Prescott
- 2000-2001 : Les Soprano : Père Felix
- 2001 : New York, section criminelle : Père Capanna
- 2001 : Tribunal central : Capitaine Korshok / Chairman
- 2002 : The Education of Max Bickford : Mayor Owens
- 2003-2012 : New York, unité spéciale : Juge Walter Bradley
- 2005 : New York, cour de justice : Juge Walter Bradley
- 2005 : Stella : Mr. Mueller
- 2006 : Conviction : Juge Walter Bradley
- 2007-2009 : Damages : Juge Sanford Toomey
- 2008 : As the World Turns : Juge Harold Rice
- 2009 : FBI: Duo très spécial : Walter
- 2009 : Mercy : Dr. Melvoy
- 2009 : Ugly Betty : Président
- 2010 : God in America : Thomas Dudley
- 2010-2013 : Boardwalk Empire : Superviseur Elliot / Frederick Elliot
- 2011 : Mildred Pierce : Dr. Gale
- 2013 : Elementary : Milton Van Kirk
- 2014 : Banshee Origins
- 2014 : Believe : Directeur du FBI Lofton
- 2014 : The Good Wife : Professeur George Paley
- 2015 : The Blacklist : Homme au téléphone
- 2015 : Karl Manhair, Postal Inspector : Deputy Inspector Wayne Mersky
- 2015-2018 : Daredevil : Father Lantom
- 2017 : The Defenders : Père Lantom
- 2018 : Gotham : Maire Holden Pritchard

#### Téléfilms
- 1985 : Izzy & Moe : Flic
- 1988 : Extrême violence : John Hanlon
- 1993 : Les Soldats de l'espérance : Dr. Max Essex
- 1994 : La quatrième dimension: L'ultime voyage
- 1996 : Harvest of Fire : Reuben Troyer
- 1997 : Path to Paradise: The Untold Story of the World Trade Center Bombing. : Male Attorney
- 1998 : La Famille trahie : George Pape
- 2000 : Cupid & Cate : Dr. Brimmer
- 2000 : Hamlet : Prêtre
- 2001 : The Atlantis Conspiracy : Mr. Dumbrowski
- 2013 : Muhammad Ali's Greatest Fight
- 2005 : Quelques jours en avril : Supérieur de Bushnell
- 2016 : Confirmation : Alan Simpson